# Девятое ава
Девятое ава (ивр. תִּשְׁעָה בְּאָב‎ Тиш’а бе-ав) — национальный день траура еврейского народа — день, когда были разрушены Первый и Второй Иерусалимские храмы.
В Книге пророка Захарии (написана вскоре после постройки Второго Храма, через 70 лет после описываемых событий) говорится, что посты четвёртого, пятого, седьмого и десятого месяцев превратятся в будущем в дни радости и веселья. Пророк имеет в виду посты, которые приходятся на месяцы еврейского календаря, которые отсчитываются от весеннего месяца нисана, месяца Исхода евреев из Египта.
Ав, пятый по счёту месяц, приходится на летние месяцы июль-август. В 2017 году день Девятое ава выпадал на 1 августа, в 2018 — на 21 июля (это суббота, пост перенесен на 22 июля), в 2019 году на 10 августа (это суббота, пост перенесен на 11 августа).

## Причины национального траура в этот день
День девятого ава отмечен трагическими событиями на протяжении всей еврейской истории. Эта дата стала в глазах евреев символом всех преследований и несчастий, выпавших на долю еврейского народа. Традиция, отражённая в Мишне, сообщает, что кроме разрушения Храма в этот день в истории еврейского народа произошли ещё ряд бедствий: «Произнесён был Божественный приговор над выходцами из Египта, чтобы они погибли все в пустыне и не ступили в Землю Обетованную… взята была римлянами крепость Бейтар… и, наконец, вспахан был, как поле, святой град [Иерусалим]»
Тем самым, согласно еврейской традиции, причины траура в этот день следующие:
- 9 ава 2449 года от Сотворения мира (1312 г. до н. э.) вернулись разведчики, посланные Моисеем, и произвели панику среди евреев, рассказав о сложностях завоевания Ханаана. Люди испугались, заплакали и отказались войти в Землю Израиля. За это Бог разгневался на народ и установил, что в Землю Обетованную удостоится зайти только следующее поколение 40 лет спустя.
- 9 ава 3338 г. (422 г. до н. э. по традиционной еврейской хронологии) вавилонским царём Навуходоносором был разрушен построенный царём Соломоном Первый Храм, после чего последовал 70-летний Вавилонский плен.
- 9 ава 3828 (68) г. римским военачальником (впоследствии императором) Титом Веспасианом после осады Иерусалима был разрушен Второй Храм.
- 9 ава 3892 (132) г. по приказу римского наместника Храмовая гора в Иерусалиме была распахана в знак поругания. Это событие послужило одной из причин восстания Бар-Кохбы, которое продолжалось три года.
- 9 ава 3895 (135) г. римляне захватили Бейтар, последний оплот восставших, а вождь восстания Шимон Бар-Кохба (Бар-Кузива) был убит, после чего началось массовое изгнание евреев из Земли Израиля. По свидетельству римского историка Диона Кассия, в сражениях той войны погибло пятьсот восемьдесят тысяч евреев, были разрушены пятьдесят укрепленных городов и девятьсот восемьдесят пять поселений; почти вся Иудея превратилась в выжженную пустыню.

Кроме того, разные источники указывают ещё ряд трагических событий, которые вероятно произошли с еврейским народом 9 ава либо сразу после него.

### Разрушение Первого Храма

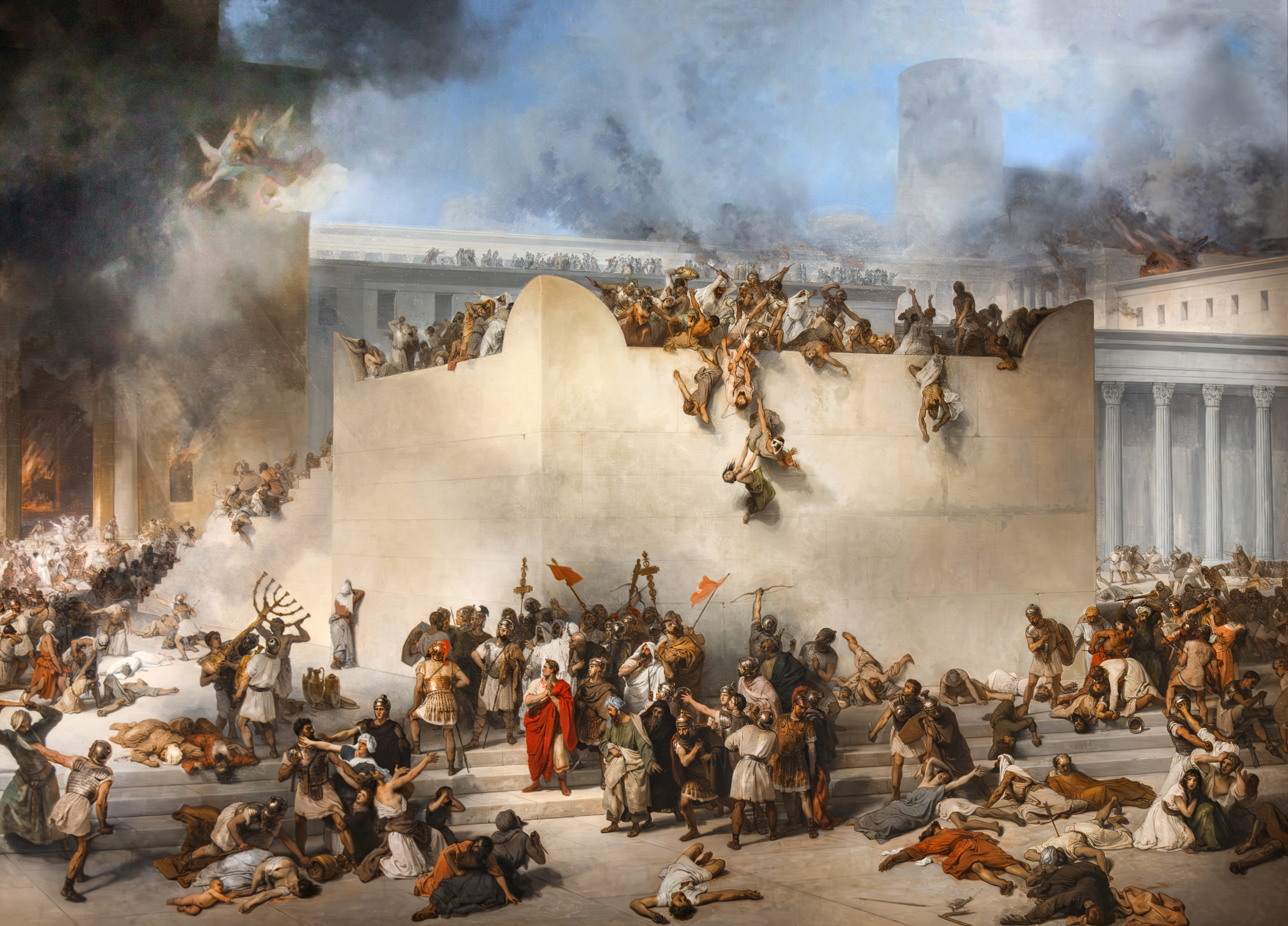
Картина Франческо Айеца «Разрушение Иерусалимского Храма».

Согласно Книге пророка Иеремии (Иермияху), разрушение Первого Храма Навузарданом, военачальником вавилонского царя Навуходоносора, пришлось на десятое ава (Иер. 52:12,13). В то же время, в Книге Царей II (Четвёртая Царств) говорится о седьмом ава (4Цар. 25:8,9). Мудрецы в Талмуде объясняют это противоречие следующим образом: «вавилоняне вступили в Храм в седьмой день месяца ав и три дня предавались там разным бесчинствам, а в девятый день, ближе к сумеркам, подожгли его, и он горел весь десятый день» (Талмуд, Та‘анит 29а).
Известно, что уже во времена Мишны именно девятое ава соблюдался как день траура по Первому Храму.

### Разрушение Второго Храма
В книге «Иудейская война» Иосифа Флавия приводится дата разрушения Второго Храма будущим императором Титом, римским военачальником и сыном императора Веспасиана в 70 году: 10 ава. Однако и в этом случае в Талмуде указывается, что Храм был подожжён 9-го вечером и горел весь следующий день — 10-го ава.

## Другие события
Согласно еврейской традиции, на девятое ава приходится и ряд других печальных событий:
- Девятого ава в 1095 году папа Урбан II объявил о начале первого крестового похода, в результате которого «воины Иисуса» убили десятки тысяч евреев и уничтожили множество еврейских общин.
- Девятого ава в 1146 году, во время второго крестового похода были организованы погромы в еврейских общинах Германии и Франции.
- Девятого ава в 1290 году началось изгнание евреев из Англии.[источник не указан 4612 дней]
- На следующий день после девятого ава в 1306 году был издан указ об изгнании евреев из Франции, причём всё своё имущество они должны были оставить.
- Девятого ава в 1348 году европейских евреев обвинили в организации одной из крупнейших в истории эпидемий чумы («Черной смерти»). Это обвинение привело к жестокой волне погромов и убийств.
- Девятого ава в 1492 году король Испании Фердинанд II Арагонский и королева Изабелла I Кастильская издали указ об изгнании евреев из Испании.
- Девятого ава в 1555 году евреи Рима переселены в первое в истории гетто.
- Девятого ава в 1567 году были переселены в гетто остальные евреи Италии.
- Девятого ава в 1648 году резня десятков тысяч евреев в Польше, Украине и Бессарабии, устроенная Хмельницким и его сподвижниками.
- Девятого ава в 1882 году в России начались погромы еврейских общин в пределах черты оседлости.
- Девятого ава в 1942 году началась депортация евреев из Варшавского гетто.
- Девятого ава в 1942 году начал действовать лагерь смерти в Треблинке

Многие евреи с правыми политическими взглядами, как израильтяне, так и живущие за рубежом, также считают эвакуацию еврейских поселенцев из сектора Газа и северной Самарии в 2005 году национальным бедствием; оно началось 10 ава.

## Законы и обычаи Девятого ава
Правила и обычаи, касающиеся Девятого ава, кодифицированы в Мишне Тора Маймонида (раздел Та‘анит, глава 5) и в Шулхан арухе (Орах Хаим 549—561).

### Перед началом Девятого ава
Евреи, строго следующие традиции, начинают соблюдать траур по разрушению Храма уже за три недели до девятого ава, то есть с поста 17 таммуза, усиливая проявление скорби в течение последних девяти дней этого периода, начиная с первого ава. Среди ашкеназов принято воздерживаться в эти дни от употребления мяса и вина (кроме как по субботам), не надевать новые или праздничные одежды и дважды в день читать приуроченные к этому времени элегии (кинот), а также псалмы 136 и 78. Сефарды соблюдают эти предписания лишь в течение недели, на которую выпадает девятое ава.
Во времена Ахароним на эти три недели (и даже на весь период, начиная с первого таммуза и кончая полуднем (у ашкеназов), исходом (у сефардов) десятого ава или даже исходом всего месяца ав) были введены столь строгие и утяжелённые траурные обычаи, как строжайшее воздержание от слушания музыки («левиты не поют больше в Храме»), приёма гостей и хождения в гости, путешествий, (некоторые начинают соблюдать с началом месяца ав или с началом недели, на которую приходится девятое ава) купания (хотя насчет миквы для мужчин мнения разделяются) и даже (во всяком случае, в течение недели, на которую приходится девятое ава) супружеской близости.
Последняя трапеза до начала поста должна состоять не более чем из одного блюда без мяса и вина.
Вечером накануне девятого ава в Израиле закрыты все театры, кино, концертные залы и т. п.

### Законы
Общим правилом траура Девятого ава является приравнивание его к трауру по ближайшему родственнику в течение первых семи дней после похорон (шив’а).
Траур Девятого ава начинается с заходом солнца восьмого ава (накануне вечером) и продолжается до появления первой звезды на небе Девятого ава.
Предписано соблюдение следующих правил в течение всего поста:
- полное воздержание от еды и питья;
- воздержание от купания (можно лишь ополаскивать руки в гигиенических целях);
- воздержание от супружеской близости;
- воздержание от пользования парфюмерией;
- запрещение носить кожаную обувь;
- следует сидеть на полу или на низкой скамейке (не выше 30 см);
- запрещено изучать Тору, ибо она является источником радости, можно читать и изучать лишь тексты, связанные с выражением скорби и горести: Плач Иеремии (Эйха) и соответствующий Мидраш (Эйха Рабба), Книгу Иова, Лев. 26:14-42, Иер. 39, аггадические разделы Талмуда, посвящённые разрушению Иерусалима (Гитин 55б-58а).

Последние запреты действуют только до полудня.

### Обычаи
Существуют также следующие обычаи:
- Ночь на девятое ава спать без подушки;
- Принято, чтобы в синагоге в этот день горело всего несколько свечей;
- Занавес (парохет), которым занавешен Синагогальный ковчег (арон ha-кодеш), в этот день снимают, а в некоторых сефардских синагогах, где такого занавеса нет, вешают чёрный занавес.
- В Иерусалиме в день девятого ава принято идти к Стене Плача.

### Литургия Девятого ава
В синагогах вечером после вечерней молитвы читается свиток Плач Иеремии (Эйха), где автор, современник разрушения Первого Храма, глубоким поэтическим языком оплакивает эту национальную катастрофу, затронувшую всё общество и в корне изменившую духовную и физическую жизнь народа.
Вокруг свитка Эйха со временем были созданы кинот — песни-элегии («плачи»), которые читают в синагогах вскоре после Эйха. Кинот написаны крупнейшими еврейскими поэтами средневековья, такими как Элазар аКалир, Шломо ибн Гвироль, Раши, раби Авраам Ибн Эзра. Кроме расширения тем, упоминаемых в Эйха, в основе многих кинот лежат мидраши, связанные с разрушением Храма, и бедствия, произошедшие с еврейским народом после написания свитка Эйха, в том числе и те, которые не произошли 9-го ава.
Так как компиляция кинот была произведена в начале XI века, многие события, произошедшие после этого периода, не упоминаются, несмотря на их трагические последствия для еврейского народа. После Второй мировой войны во многих общинах были добавлены кинот, оплакивающие Катастрофу европейского еврейства.
В некоторых синагогах в 2006 году также была добавлена кина, посвящённая изгнанию евреев в рамках плана размежевания Ариэля Шарона.

## Призывы к отмене национального траура в этот день
Во второй половине XVII в. в ходе движения Саббатая (Шабтая) Цви, который упразднил пост девятого ава и объявил его праздничным днём, соблюдение поста стало признаком приверженности ортодоксальному иудаизму. Реформистское движение в течение длительного времени не признавало девятое ава как день траура. Однако уже несколько десятков лет это положение отменено.
После создания государства Израиль среди светски настроенного населения раздаются призывы перестать отмечать 9 Ава как государственный день траура, поскольку его основная причина — ликвидация еврейской независимости — отпала.
После Шестидневной войны, с воссоединением Иерусалима в 1967 г., в религиозных кругах стал обсуждаться вопрос об изменениях в ритуале Девятого ава, связанном с разрушением Иерусалима, и внесении в него модификаций, основанных на положениях Талмуда, предусматривающих наступление периода, когда евреи в Эрец-Исраэль не будут больше притесняться, хотя Храм ещё не будет восстановлен.